# Rhinoplatia ruficollis
Rhinoplatia ruficollis är en skalbaggsart som beskrevs av Horn 1868. Rhinoplatia ruficollis ingår i släktet Rhinoplatia och familjen blombaggar. Inga underarter finns listade i Catalogue of Life.